# Museo de las Víctimas del Comunismo
Museo de las Víctimas del Comunismo (en rumano: Muzeul victimelor comunismului) es un museo en la ciudad de Chisináu, la capital del país europeo de Moldavia, dedicado a las víctimas de la ocupación soviética.
El Museo de las Víctimas del Comunismo fue establecido oficialmente por el gabinete de Ministros del primer ministro Vlad Filat el 30 de junio de 2010 quien abrió el museo el 6 de julio de 2010.